# Etrit Berisha
Etrit Fadil Berisha (pronunție în albaneză [ɛtɾit bɛɾiʃa]; n. 10 martie 1989, Priștina, RS Serbia, RSF Iugoslavia) este un fotbalist albanez care joacă rolul de portar pentru clubul italian Atalanta și echipa națională Albaniei.
Berisha și-a început cariera la grupele de juniori ale clubului local KF 2 Korriku, jucând, de asemenea, fotbal la tineret la KF KEK înainte de a se alătura echipei Kalmar FF în 2008, inițial ca parte a echipei de tineret. El a fost promovat în prima echipă în 2010 și, la scurt timp după, și-a făcut debutul pentru club și a devenit titular, jucând în paisprezece meciuri de campionat în sezonul său de debut. El și-a consolidat poziția de titular la Kalmar în timpul campionatului Allsvenskan 2011, ajutându-și echipa să termine campionatul la mijlocul clasamentului și să ajungă în finala Cupei Suediei 2011, pe care nu a jucat-o și pe care a pierdut-o. A marcat primul gol din penalty într-un meci contând pentru calificările în Europa League împotriva lui Cliftonville din Irlanda de Nord, pe 12 iulie 2012, și a marcat din nou din penalty o lună mai târziu în Allsvenskan împotriva lui Helsingborgs. El a rămas titular, iar performanțele sale i-au câștigat premiul pentru portarul anului în Suedia, sezonul 2013, în care a marcat de două ori din penalty și și-a ajutat echipa să obțină locul patru în campionat.
În vara anului 2013, clubul italian Chievo a anunțat că a încheiat un pre-contract cu Berisha, dar el a semnat cu rivala lor Serie A Lazio un contract pe patru ani, lucru care a provocat controverse, cerându-se suspendarea lui Berisha pentru șase luni, însă cazul a fost în cele din urmă clasat. La Lazio s-a luptat pentru postul de titular cu Federico Marchetti, internațional italian, cei doi fiind folosiți alternativ. În cele din urmă, antrenorul principal al lui Lazio, Stefano Pioli, l-a preferat pe Marchetti, iar Berisha a jucat mai puțin ca în primul sezon.
Berisha este din Kosovo, dar poate reprezenta Albania datorită etniei sale albaneze și a fost chemat pentru prima dată la echipa națională  în 2012 de către antrenorul italian Gianni De Biasi, unde și-a făcut debutul internațional împotriva Iranului la 27 mai 2012. Inițial el era rezerva lui Samir Ujkani, dar după doar câteva meciuri el a devenit titularul Albaniei, astfel că Ujkani a ales să-și schimbe naționala și să joace pentru Kosovo în 2014. A jucat un rol instrumental  în calificarea Albaniei la primul său turneu internațional major, cea la Euro 2016, devenind unul din jucătorii preferați ai suporterilor.

## Cariera pe echipe

### Cariera timpurie
Berișa s-a născut la Pristina, în prezent în Kosovo, din părinți etnici albanezi. Și-a început cariera de tineret la vârsta de 8 ani la echipa locală KF 2 Korriku ca mijlocaș, jucând apoi pe postul de portar. La 2 Korriku a rămas până când activitatea clubului a fost întreruptă din cauza războiului din Kosovo între 1998 și 1999. S-a întors la club după război odată ce clubul a fost reorganizat. Clubul se confrunta cu dificultăți financiare, astfel încât toți jucătorii de la tineret, inclusiv Berisha, s-au transferat la KF KEK în Obilić / Kastriot, o echipă din apropierea orașului său, în 2004, unde au rămas până când 2 Korriku a reușit să-i ia înapoi în 2007. În curând a început să se antreneze cu prima echipă de la 2 Korriku și a fost, de asemenea, invitat să se antreneze cu FK Bashkimi din Kumanovo, Macedonia de către colegul albanez kosovar Bylbyl Sokoli, antrenor principal al clubului, pentru a se bucura de facilități mai bune decât cele din Kosovo.

### Kalmar

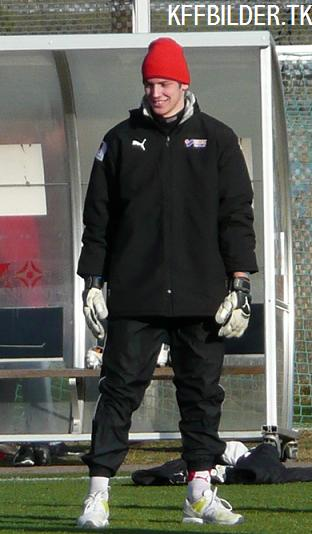
Berișa la antrenamentele lui Kalmar FF în 2008

Berisha a dat probe Kalmar FF în 2007, iar acest lucru a fost făcut posibil de Albert Bunjaki, antrenorul principal al echipei naționale neoficiale din Kosovo, care făcea parte și din stafful tehnic al lui Kalmar. Aici i-a convins pe antrenori și i s-a oferit un contract. El a jucat inițial pentru echipa sub 19 ani a lui Kalmar în ianuarie 2008, fiind considerat prea tânăr și neexperimentat pentru prima echipă de fotbal în acea perioadă și a fost împrumutat mai târziu în sezonul 2009 pentru o scurtă perioadă de timp la clubul local de divizia a doua Lindsdals IF pentru a căpăta experiență. El a impresionat la echipa de tineret și a fost în cele din urmă promovat în prima echipă înainte de Allsvenskan 2010, unde a fost inițial rezerva portarului veteran și legenda lui Kalmar, Petter Wastå.
A fost inclus prima dată în lotul lui Kalmar chiar în primul meci al sezonului din 13 martie 2010 împotriva IFK Göteborg, în care a fost rezervă neutilizată în înfrângerea cu 3-0. El a rămas pe bancă până în etapa a noua, pe 28 aprilie, fiind debutat de Nanne Bergstrand împotriva lui Örebro SK, într-un meci pe care l-a câștigat 4-1. A urmat o serie de șase meciuri în care a apărat poarta lui Kalmar, iar echipa a fost neînvinsă în timpul acestor jocuri. Spre sfârșitul sezonului el si-a cimentat poziția de titular cu câteva parade impresionante, pierzând o singură data în cele 14 meciuri de campionat pe care le-a jucat, neprimind gol în șapte dintre acestea. El a jucat, de asemenea, în semifinala Cupei Suediei împotriva lui Hammarby, meciul urmând să ajungă la penaltiuri după 2-2 în timpul regulamentar. Kalmar a pierdut cu 6-5 la penaltiuri, deoarece Berișa nu a reușit să pareze nicio loviutură.
Berisha a marcat primul gol pentru Kalmar împotriva lui Cliftonville în rundele de calificare a Ligii Europa și a marcat primul său gol în Allsvenskan împotriva campionilor de la Helsingborgs IF, marcând de la punctul cu var în minutul 38 în 2012. Dar meciul s-a terminat cu cea mai rușinoasă înfrângere din cariera lui Berisha, cu scorul final de 7-2. Berisha a devenit primul executant al penaltiurilor la Kalmar și a înscris toate golurile sale din penalty.
Berisha a jucat în ultimul său joc pentru Kalmar împotriva lui Halmstads BK la 1 septembrie 2013 și a marcat dintr-un penalty în victoria echipei sale cu 1-0.
În timpul petrecut la Kalmar, managerul clubului, Svante Samuelsson, a declarat că Etrit a crescut mult și s-a antrenat serios cu antrenorul cu portarii Donald Arvidsson. Berisha a fost plăcut de fani, în special în sezonul 2013, fiind principalul factor în menținerea clubului pe locul cinci, cu șansa de a câștiga campionatul.

### Lazio
La 2 septembrie 2013, Etrit Berisha a semnat cu SS Lazio în perioada de transferuri din vară.
În timpul sezonului său de debut pentru Lazio, Berisha a fost rezerva lui Federico Marchetti în mandatul antrenorului Vladimir Petkovic. A debutat la Lazio pe 7 noiembrie 2013 într-un meci din grupele UEFA Europa League 2013-2014 împotriva lui Apollon Limassol, câștigat de laziali cu 2-1. Paradele sale impresionante l-au convins pe antrenorul Vladimir Petkovic sa-i dea o nouă șansă în următorul meci din Europa League împotriva Legiei Varșovia care a avut loc trei săptămâni mai târziu, iar Berisha a reușit sa păstreze poarta intactă, făcând câteva parade importante prin care și-a ajutat echipa să câștige în deplasare cu 2-0. Berisha a jucat în Europa League pentru al treilea meci consecutiv pe 12 decembrie 2013 împotriva lui Trabzonspor, păstrând din nou poarta neatinsă, scor 0-0. În decembrie 2013, titularul din poarta lui Lazio, Federico Marchetti, s-a accidentat, iar Berisha a câștigat șansa de a-și face debutul la 6 ianuarie 2014 în campionat chiar împotriva lui Inter Milano, sub conducerea noului antrenor Edoardo Reja, numit la 4 ianuarie 2014. Împotriva lui Inter Milan Berisha a fost integralist și nu a primit gol, ajutând-o pe Lazio să câștige cu 1-0. O săptămână mai târziu, la 11 ianuarie 2014, Berisha a jucat din nou și nu a primit gol în meciul împotriva Bolognei, terminat cu o remiză fără gol primit. Primul său meci din Coppa Italia a venit pe 14 ianuarie 2014 împotriva Parmei, un meci pe care Lazio l-a câștigat cu 2-1. A reușit să joace și în următorul meci din Coppa Italia împotriva lui Napoli din sferturile de finală, unde Lazio a pierdut cu 1-0 și a fost eliminată din competiție.
Chiar dacă Marchetti și-a revenit, noul antrenor Edoardo Reja a preferat să-i dea lui Berisha o mai multe șanse, iar el a jucat într-un egal cu 1-1 în fața lui Juventus pe 25 ianuarie 2014. Berisha și-a continuat forma bună pe 2 februarie 2014, când din nou nu a primit gol în victoriua cu Chievo Verona scor 2-0. Vârful carierei sale de la Lazio a fost meciul Derby della Capitale împotriva lui AS Roma din 8 februarie 2014; Berisha a păstrat poarta intactă și în acest meci, care s-a terminat cu scorul de 0-0 și a fost votat drept Omul meciului. Apoi, în Europa League, Lazio a jucat împotriva lui Ludogorets Razgrad în șaisprezecimi, cu Berisha titular, meci care s-a încheiat cu o înfrângere scor 0-1.
După ce a jucat 8 meciuri consecutiv, Berișa și-a pierdut în martie locul de titular în fața lui Marchetti, care a fost folosit titular în următoarele trei meciuri. După aceste 3 meciuri, Marchetti s-a accidentat iar Berisha a mai prins două meciuri; cu excepția meciului jucat de Marchetti împotriva Parmei la 30 martie 2014, Berisha a jucat în toate cele 7 meciuri ramase. La 6 aprilie 2014, Berisha a păstrat poarta intactă în victoria de 2-0 împotriva lui Sampdoria, unde a jucat 90 de minute. A făcut un alt meci fără gol primit pe 27 aprilie 2014 în victoria importantă de 0-2 împotriva lui Livorno. Berisha a jucat în ultimul meci al sezonului din 18 mai 2014, păstrând poarta goală în victoria cu 1-0 împotriva Bolognei, cu un gol marcat din penalty de coechipierul său Lucas Biglia în minutul 4 al prelungirilor.
Berișa a terminat sezonul 2013-2014 cu 23 de meciuri, dintre care 2 în Coppa Italia și 4 în Europa League și Lazio a terminat pe poziția a noua în Seriei A 2013-2014. Berisha a fost, de asemenea, votat ca cel mai bun portar străin al anului și a fost inclus în cele mai bun unsprezece al jucătorilor străini din sezonul 2013-2014 de Serie A.

#### Sezonul 2014-2015
În cel de-al doilea sezon cu Lazio, Berisha a fost trecut pe bancă de noul antrenor Stefano Pioli, din nou luându-i fața Federico Marchetti, dar cu toate acestea a fost titular în Cupa Italiei 2014-2015. Berisha a păstrat curat în debutul său de sezon 2014-15 nou la meciul valabil pentru 2014-15 Coppa Italia împotriva Bassano Virtus, terminat în victoria de 7-0. A început sezonul Serie A 2014-2015, iar Lazio a jucat 90 de minute pe 31 august 2014 în meciul de deschidere cu Milano, care a terminat cu pierderea de 3-1. Deși antrenorul Stefano Pioli l-a preferat Federico Marchetti ca titular în timpul sezonului, Berisha a reușit să-l înlocuiască cu succes pe Marchetti, jucând bine în cele 90 de minute de pe 15 februarie 2015 împotriva lui Udinese și păstrat poarta goală în victoria cu 1-0 de la Lazio, cu un gol marcat de Antonio Candreva. A fost inclus de Goal.com în cel mai bun unsprezece al celei de-a 23-a etape de Serie A.
Pe parcursul întregului sezon, Berisha a reușit să joace în 10 meciuri în patru dintre ele neprimind gol și s-a clasat pe locul trei cu Lazio, loc care le-a adus calificarea în Liga Campionilor 2015-2016. În Cupa Italia, Berisha a jucat în cele șapte meciuri (în care a primit două goluri) de până la finala împotriva campionilor Serie A și a Coppa Italia, Juventus, în care Lazio a pierdut în prelungiri din cauza unui gol marcat de Alessandro Matri în minutul 97.

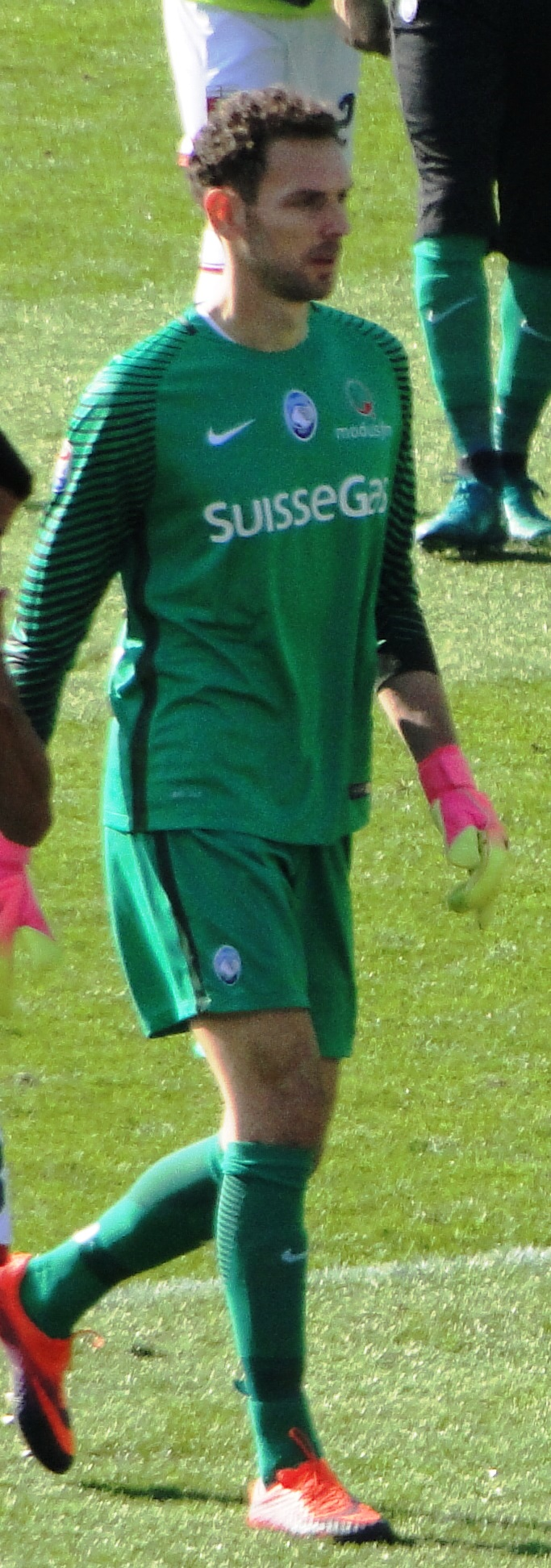
Berisha cu Atalanta în 2016

După decizia staffului tehnic al lui Lazio de a-l păstra pe Marchetti ca titular, Berisha a decis să se transfere la Atalanta BC fiind împrumutat timp de un an cu opțiune de cumpărare, pentru a juca ca titular. La Atalanta a făcut un sezon impresionant, neprimind gol în unsprezece meciuri, reușind să o ajute pe Atalanta să termine sezonul pe locul 5 și să obțină calificarea în grupele Europa League 2017-2018.
Nu a primit gol nici în meciul cu Napoli de pe 26 februarie 2017, echipă aflată atunci pe locul trei, având câteva parade decisive, ajutând-o pe Atalanta să câștige pe Stadio San Paolo. Berisha a păstrat poarta intactă și pe 5 martie 2017 împotriva lui Fiorentina, făcând mai multe parade, în timp ce Atalanta a făcut o remiză fără gol după cinci victorii consecutive.
Pe 21 iunie 2017, Atalanta l-a cumpărat definitiv pe Berisha pentru 5 milioane de euro. După o performanță impresionantă în a treia etapă a Seriei A 2017-2018 împotriva lui Sassuolo, Berisha a fost inclus din nou în echipa etapei.

## Cariera internațională

### Primele meciuri și preliminariile Campionatului Mondial din 2014
Berisha a fost convocat pentru prima dată de antrenorul echipei naționale a Albaniei, Gianni De Biasi, pentru amicale împotriva Qatarului și Iranului în mai 2012. El și-a făcut debutul pentru Albania împotriva Iranului pe stadionul İnönü, Istanbul, Turcia, jucând în cele 90 de minute și păstrând poarta intactă într-o victorie cu 1-0. În cursul lunii viitoare, el a primit cetățenia albaneză la 1 iunie 2012 pentru a deveni eligibil să joace pentru echipa națională a Albaniei și în meciuri oficiale. A reușit să joace și în următorul meci amical împotriva Moldovei, pe 14 august 2012, intrând la pauză în locul lui Samir Ujkani.
Berisha a fost chemat pentru primele meciuri de calificare la Campionatul Mondiale din 2014 cu Cipru și Elveția în septembrie 2012. Cu toate acestea, el a fost doar rezervă, în poartă intrând Samir Ujkani. El a fost convocat  din nou pentru următoarele două meciuri de calificare împotriva Islandei și Sloveniei în octombrie, în care Berisha și-a făcut debutul competitiv împotriva celei de-a doua pe data de 16, jucând 90 de minute și păstrând poarta intactă cu mai multe parade care au ajutat Albania să câștige cu 1-0 pe stadionul Qemal Stafa, fiind prima victorie a naționalei sale.
În urma acestei performanțe, Berisha a fost folosit titular pentru meciurile de calificare rămase. La 22 martie 2013, în meciul cu Norvegia de la Oslo, Berisha a avut un meci impecabil, deoarece a făcut câteva parade decisive, care au condus la victoria Albaniei cu 1-0, prima în fața Norvegiei. El a reușit să joace în celelalte cinci meciuri, însă visul său de a se califica la Campionatul Mondial din 2014 a fost zdrobit, în timp ce Albania a pierdut trei meciuri și a avut două egaluri, încheind campania de calificare pe penultimul loc cu zece puncte.

### Campania de calificare la Euro 2016
După calificări, portarul Ujkani a ales să joace pentru Kosovo, făcând ca Berisha să fie titular cert pentru Albania, cu Shehi fiind rezervă. Berisha a debutat în meciul din calificările pentru Euro 2016 împotriva Portugaliei, jucând bine și ajutându-și echipa să câștige cu 1-0, începând pentru prima dată o campanie de calificări cu o victorie. A fost, de asemenea, prima victorie împotriva echipei cunoscute ca „Seleção das Quinas”. La 14 octombrie 2014, în a patra etapă  în fața Serbiei, Berisha a jucat titular până în minutul 42 într-un meci amânat din cauza fanilor sârbi care aruncau cu torțe pe teren. El, împreună cu alți jucători albanezi, au fost atacați de huliganii sârbi care au aruncat pe teren cu scaune și alte obiecte. Inițial, UEFA a acordat Serbiei victoria la masa verde, dar i-au fost scăzute trei puncte, ceea ce le-a făcut atât pe Serbia, cât și pe Albania să se judece la Curtea de Arbitraj Sportiv, care la 10 iulie 2015 a acordat Albaniei o victorie cu 3-0, iar Serbia a rămas cu depunctarea de trei puncte.
La 4 septembrie 2015, Berisha a făcut câteva parade bune, care au asigurat Albaniei un punct în meciul de deplasare împotriva Danemarcei, care a adus echipa mai aproape de „visul european”. Berisha a fost din nou în poartă, dar Albania a suferit două mari înfrângeri în ultimele minute împotriva Portugaliei și Serbiei, respectiv 0-1 și 0-2, cu goluri care au venit în minutele de prelungiri. În urma celor două înfrângeri, Albania a avut o ultimă șansă de a obține calificarea în meciul final de calificare împotriva Armeniei de pe Stadionul Republican Vazgen Sargsian, unde Berisha a păstrat poarta intactă, iar roș-negrii au câștigat cu 3-0 și s-au calificat la UEFA Euro 2016, fiind pentru prima dată când Albania s-a calificat la un turneu final.
La 21 mai 2016, Berisha a fost numit în lotul lărgit al Albaniei de 27 de jucători pentru UEFA Euro 2016, și s-a aflat pe lista finală trimisă la UEFA cu cei 23 de jucători care au luat parte la Euro pe 31 mai. Mai târziu, pe 11 iunie 2016, în primul meci al grupei A împotriva Elveției, Berisha a ieșit greșit, gafă în urma căreia avea să se producă singurul gol al meciului, venit dintr-o lovitură de cap a lui Fabian Schär dintr-o lovitură de colț. În al doilea, împotriva gazdei Franței, Berisha a reușit performanța de a nu lua gol până în minutul 90, când Franța de două ori, câștigând cu 2-0. În cel de-al treilea și ultimul meci al grupului împotriva României, Berisha a reușit să țină poarta intactă, iar Albania a câștigat cu 1-0 reușind prima victorie într-un turneu de fotbal major. A fost prima victorie a Albaniei în fața României din 1948. Albania a terminat grupa în poziția a treia cu trei puncte și cu un golaveraj de -2 și era clasată pe ultimul loc dintre echipele clasate pe locul trei, ceea ce le-a adus eliminarea din competiție.

### Calificările pentru Campionatul Mondial din 2018
Campania de calificare pentru Campionatul Mondial din 2018 a început bine, echipa Albaniei reușind să obțină 6 puncte din șase posibile în primele două meciuri, bătând-o Macedoniacu  2-1 în meciul de deschidere din 5 septembrie 2016 și mai târziu pe Liechtenstein cu 0-2 în deplasare pe 6 octombrie, meci în care Berisha a bătut recordul deținut de 18 ani de Arjan Beqaj pentru cele mai multe meciuri fără gol primit în poarta Albaniei. Berisha a fost implicat în cele două victorii și a primit laude din partea mass-media. În următorul meci împotriva Spaniei pe 10 octombrie, Berisha a reușit să nu primească gol în prima repriză și apoi la zece minute după începutul celei de-a doua jumătăți a făcut o greșeală când a respingând mingea până la David Silva care i-a pasat lui Diego Costa care a marcat în poarta goală. 8 minute mai târziu Spania a marcat din nou câștigând cu 0-2. Cu toate acestea, Berisha a fost lăudat pentru performanța sa, care a făcut ca Albania să evite o înfrângere cu mai multe goluri împotriva unui adversar puternic, cum era Spania. La 12 noiembrie 2016, în timpul meciului acasă împotriva Israelului, Berisha a fost implicat într-o ciocnire cu atacantul israelian Eran Zahavi, lovindu-l cu capul în figură, lucru care i-a atras o suspendare pe o perioadă nedeterminată. La 19 decembrie 2016, FIFA a luat decizia de a-l suspenda pe Berisha pentru două meciuri și l-a amendat-o cu 5000 de franci elvețieni. El a pierdut meciurile împotriva Italiei la 24 martie 2017 și împotriva Israelului la 11 iunie 2017. La 6 octombrie 2017 în meciul din etapa a noua împotriva Spaniei, din cauza lipsei căpitanului principal Ansi Agolli și a vice-căpitanului Mërgim Mavraj Berisha, a fost căpitan al Albaniei pentru prima dată într-un meci oficial, pentru că era jucătorul cu cele mai multe selecții din primul unsprezece trimis pe teren de antrenorul Christian Panucci.

## Stil de joc
Berisha este cunoscut pentru forma sa atletică, precum și capacitatea de a executa penaltiuri, după ce a marcat de patru ori și a ratat o singură dată de la punctul cu var când a jucat pentru Kalmar FF. El a declarat că jucătorul său favorit și totodată modelul său în viață este portarul olandez Edwin van der Sar.

## Controverse
La 31 iulie 2013, Chievo Verona a anunțat că a semnat cu Berisha în timpul ferestrei de transfer de vară, însă Berisha însuși nu a acceptat acest lucru, spunând că pur și simplu a avut un acord cu clubul, dar nu a semnat. La 5 septembrie 2013, după ce Berisha a semnat cu Lazio, Chievo a anunțat că a trimis cazul la FIFA. La 11 septembrie 2013, președintele lui Lazio, Claudio Lotito, a declarat că Berisha a fost cumpărat și transferul său a fost făcut regulamentar. La 14 septembrie 2013, directorul sportiv al lui Chievo, Giovanni Sartori, l-a acuzat pe Berisha că s-a dus la la Lazio pentru mai mulți bani. La 29 ianuarie 2014, cazul a fost redeschis, iar Lazio își căuta un alt portar în timpul ferestrei de transfer din iarnă. La 31 ianuarie 2014, presa a anunțat că Berisha riscă o suspendare de 3 luni din cauza contractului pe care el pretindea că l-a semnat. La 5 februarie 2014, Giovanni Sartori a cerut închiderea acestui caz și retragerea acuzațiilor. La 20 martie 2014, managerul Kalmar FF, Svante Samuelson, a declarat că transferul fostului său portar Etrit Berisha a fost unul regulamentar. La 28 iunie 2014, mass-media a anunțat că cazul lui Berisha ar putea fi închis deoarece FIFA nu a luat încă o decizie.

## Statistici privind cariera

### Club
Din 27 februarie 2019 
| Club          | Sezon         | Campionat     | Campionat | Campionat | Cupă    | Cupă   | Europa  | Europa | Other   | Other  | Total   | Total  |
| Club          | Sezon         | Divizie       | Meciuri   | Goluri    | Meciuri | Goluri | Meciuri | Goluri | Meciuri | Goluri | Meciuri | Goluri |
| ------------- | ------------- | ------------- | --------- | --------- | ------- | ------ | ------- | ------ | ------- | ------ | ------- | ------ |
| Kalmar FF     | 2010          | Allsvenskan   | 14        | 0         | 1       | 0      | —       | —      | —       | —      | 15      | 0      |
| Kalmar FF     | 2011          | Allsvenskan   | 25        | 0         | 3       | 0      | —       | —      | —       | —      | 28      | 0      |
| Kalmar FF     | 2012          | Allsvenskan   | 30        | 1         | 4       | 0      | —       | —      | —       | —      | 34      | 1      |
| Kalmar FF     | 2013          | Allsvenskan   | 22        | 2         | 0       | 0      | 6       | 1      | —       | —      | 28      | 3      |
| Kalmar FF     | Total         | Total         | 91        | 3         | 8       | 0      | 6       | 1      | —       | —      | 105     | 4      |
| Lazio         | 2013–2014     | Serie A       | 17        | 0         | 2       | 0      | 4       | 0      | —       | —      | 23      | 0      |
| Lazio         | 2014–2015     | Serie A       | 10        | 0         | 7       | 0      | —       | —      | —       | —      | 17      | 0      |
| Lazio         | 2015–2016     | Serie A       | 11        | 0         | 2       | 0      | 7       | 0      | 0       | 0      | 20      | 0      |
| Lazio         | Total         | Total         | 38        | 0         | 11      | 0      | 11      | 0      | 0       | 0      | 60      | 0      |
| Atalanta      | 2016–2017     | Serie A       | 26        | 0         | 1       | 0      | —       | —      | —       | —      | 27      | 0      |
| Atalanta      | 2017–2018     | Serie A       | 31        | 0         | 3       | 0      | 8       | 0      | —       | —      | 42      | 0      |
| Atalanta      | 2018–2019     | Serie A       | 18        | 0         | 2       | 0      | 2       | 0      | —       | —      | 22      | 0      |
| Atalanta      | Total         | Total         | 75        | 0         | 6       | 0      | 10      | 0      | —       | —      | 91      | 0      |
| Total carieră | Total carieră | Total carieră | 204       | 3         | 25      | 0      | 27      | 1      | 0       | 0      | 256     | 4      |

1. ↑  Including continental competitions, such as UEFA Champions League and UEFA Europa League
2. ↑  Including other competitions, such as Supercoppa Italiana and Club friendlies
3. 1 2 3 4  Appearances in the UEFA Europa League
4. ↑  2 appearances in the UEFA Champions League and 5 appearances in the UEFA Europa League

### Internațional
Începând cu 13 noiembrie 2017 
| Echipa națională | An    | Meciuri | Goluri |
| ---------------- | ----- | ------- | ------ |
| Albania          | 2012  | 4       | 0      |
| Albania          | 2013  | 10      | 0      |
| Albania          | 2014  | 9       | 0      |
| Albania          | 2015  | 8       | 0      |
| Albania          | 2016  | 12      | 0      |
| Albania          | 2017  | 5       | 0      |
| Total            | Total | 48      | 0      |

## Titluri
Kalmar FF
- Allsvenskan: 2008
- Svenska Cupen finalist: 2008, 2011
- Svenska Supercupen: 2009; locul doi: 2008

Lazio
- Coppa Italia finalist: 2014-2015
- Supercoppa Italiana locul doi: 2015

### Individual
Kalmar FF
- Portarul Allsvenskan al anului 2013

Lazio
- Portarul străin al anului în Serie A: 2013-2014